# Hirdskraa
Le Hirdskraa (Hirðskrá), littéralement le « livre de la hird », est un recueil de lois régissant de nombreux aspects de la hird royale à la fin du XIIIe siècle en Norvège. Compilé dans la première partie des années 1270 sur l'ordre du roi Magnus VI (r. 1263-1280), il a largement été recopié au XIVe siècle. Les premiers manuscrits existants, l'AM 322 fol. et NkS 1642 4to (à la Bibliothèque royale de Copenhague), datent d'environ 1300. Le manuscrit AM 322 fol. serait issu de la chancellerie du fils du roi Magnus, Håkon V, à la cour d'Oslo. Au milieu du XIVe siècle, le royaume norvégien ayant noué une union d'abord avec la Suède puis avec le Danemark, le texte fut moins copié en Scandinavie mais resta populaire en Islande, où des copies sont encore réalisées au XVIIIe siècle. De nombreuses sections du texte peuvent être comparées à des passages du Konungs Skuggsjá. 

## La hird
Au Moyen Âge, la hird du roi (vieux-norrois hirð, du vieil-anglais hired) est plus qu'une simple garde royale et un cercle de conseillers. Certains historiens estiment que la hird est une forme de corporation autonome, où le roi est, du moins en théorie, premier parmi ses pairs des strates supérieures de la hird. La hird formait également le noyau professionnel de l'armée norvégienne entretenue par le roi. 

## Contenu
Le texte du Hirdskraa peut être plus ou moins commodément divisé en trois parties. 
1. §§ 1-26. Il commence avec des éléments de contexte, notamment le statut du roi, les lois de succession, les rangs des hommes de la hird et la manière de nommer les hommes aux hautes fonctions.
2. §§ 27-42. Les activités et les coutumes de la hird royale sont réglementées, avec de longues prescriptions concernant les manières de s'adresser au roi, les procédures d'admission dans la hird et d'attribution des différentes fonctions religieuses et militaires au sein de la hird. Cette partie traite aussi du commandement de la hird militaire en temps de guerre et en temps de paix, et divise la hird en différents niveaux de statut, avec les équipements requis en fonction de ces différents niveaux. Trois strates principales peuvent alors être distinguées: 
  1. les hirðmenn (sg. hirðmaðr) de la maison royale proprement dite, qui étaient eux-mêmes hiérarchisés. Après le chancelier (kanceler), qui prend de l'importance au XIIIe siècle, la strate supérieure des hirðmenn est formée par des propriétaires fonciers (lendir menn), qui agissent en tant que conseillers du roi. Dans leurs rangs sont recrutés le sénéchal (dróttseti), le majordome (skenkjari), le maréchal (stallari) et le porte-étendard (merkismaðr). À un niveau inférieur, on trouve des serviteurs de table (skutil-sveinar, litt. "hommes de service"). Certains des titres ont été remplacés sous le règne de Håkon V par des titres plus continentaux. Après 1277, les propriétaires (lendir menn) sont par exemple appelés « barons » (barúnar) et les skutil-sveinar « chevaliers » (riddari).
  2. les "hommes à la bougie" (kerti-sveinar).
  3. les gestir (lit. « invités »), des hommes des classes inférieures qui sont en partie exclus de la hird et servent comme une infanterie légère, une équipe d'éclaireurs et une sorte de police secrète.
3. §§ 43-54. Les statuts juridiques et les procédures d'admission dans les différents niveaux de la hird sont également définis.

## Interprétation
Le Hirdskraa était probablement plus un ensemble de prescriptions indicatives qu'une loi strictement appliquée par la hird. De nombreux concepts utilisés dans ce texte, tels que la subordination claire du jarl norvégien au roi (par opposition au statut d'alliés des jarls des îles du royaume norvégien) ne reflètent pas toujours des faits historiques. Il doit également être considéré comme une tentative du roi de Norvège de créer une administration plus solide pour le royaume au XIIIe siècle. Ceci est particulièrement vrai sous le règne d'Håkon V, qui, contrairement à son père, semble avoir voulu que la hird perde sa nature corporative autonome et soit placée directement sous l'autorité du roi. 

## Sources primaires
- Imsen, Steinar (éd.et tr. ). Hirðskråen. Hirdloven til Norges konge og hans håndgangne menn. Etter AM322 fol. Oslo: Riksarkivet, 2000. Édition parallèle et traduction moderne en norvégien (bokmål).  (ISBN 82-548-0067-7)
- Hirdskraa: i fotolithografisk Gjengivelse efter Tønsbergs Lovbog fra c. 1320. Dét norske historiske Kildeskriftfonds skrifter 29. Christiania, 1895.
- Keyser, R. et PA Munch (éds. ). Norges gamle Love indtil 1387 . 5 vols: vol 2. Christiania, 1848. 387-450. Disponible en ligne aux Archives nationales de Norvège .
- Berge, Lawrence Gerhard (tr. ). Hirðskrá 1-37. Une traduction avec des notes . L'universite de Wisconsin-Madison. 1968. Dissertation, aimablement mise en ligne par University of Wisconsin – Madison
- Meißner, R (tr. ). Das Norwegische Gefolgschaftsrecht (Hirdskrá) . Germanenrechte. Texte und Übersetzungen 5. Weimar, 1938. Traduction et introduction en allemand.

## Littérature secondaire
- Nordbø, Børge. Hirðsiðir. Om tilhøvet mellom handskrifta av ei morallære frå 1200-talet . Magisteravhandling i norrøn filologi. Oslo, 2004.
- Imsen, Steinar. « King Magnus and his Liegemen’s Hirdskrå: a portrait of the Norwegian nobility in the 1270s ». Dans Nobles and Nobles in Medieval Europe. Concepts, origines, transformations, éd. Anne J. Duggan. Woodbridge, 2000. 205-22.